# ولسوالی دیشو
دیشو یکی از ولسوالی‌های ولایت هلمند در جنوب افغانستان است. مرکز این ولسوالی بهرامچه می‌باشد. جمعیت آن در سال ۲۰۱۲ میلادی ۱۹٬۹۰۰ نفر اعلام شده‌است. بیشتر باشندگان این ولسوالی پشتون‌ها می‌باشند.